# 三山乡
三山乡，是中华人民共和国江西省抚州市崇仁县下辖的一个乡镇级行政单位。

## 行政区划
三山乡下辖以下地区：
长仁村、三山村、张家村、熊家村、威坊村、流坊村、庙前村、丁坊村、塘坪村和罗山垦殖场生活区。